# Ikko
Ikko (nacido en Bandung, Java Occidental en 1972) es un cantante indonesio que se dio a conocer a partir de 1990 con canciones tituladas como Ratu Oke karya escrita por Doel Sumbang. Los temas musicales de Ikko son de inspiración optimista, ya que la letra de sus canciones son acompañados por medio de diálogos. Además, Ikko también ha participado a dúo con Doel Dona a través del tema musical titulado "Cuma Kamu". Además, solía también interpretar su obra titulada "karya  Deddy Dores".

## Discografía
- "Ratu Oke" (1994)
- "Cuma Kamu" (duet dengan Doel Sumbang) (1995)
- "Cintaku Sebening Embun" (1995)
- "Pacarku Memang Oke" (1996)

- Datos: Q5913810